# Pista del Petrol (Abella de la Conca)

La Pista del Petrol, respecte del terme d'Abella de la Conca

La Pista del Petrol és una pista de muntanya del terme municipal d'Abella de la Conca, a la comarca del Pallars Jussà.
És una antiga pista de muntanya de no gaire recorregut que arrenca del Camí de Carreu, en la branca que passa per Cal Borrell, i s'adreça seguint la llera del barranc de Gassó cap a la Collada de Gassó. No hi arriba, però, ja que en arriba a prop de la cruïlla amb la Pista del Portell, a llevant del Pas la Vena, la Pista del Petrol trenca en angle recte cap a llevant, cap a la Bernada, al nord del Planell del Congost. La pista mor, sense sortida, a 1.185 m. alt. La pista travessa les partides de les Collades, la Bernada i Ordins.
En alguns trossos és practicable amb un vehicle tot terreny, però en d'altres la pista està molt perduda.

## Etimologia
Es tracta d'un topònim romànic modern, de caràcter descriptiu: és un dels camins oberts per a les prospeccions petrolieres que es van fer a la comarca.